# Godowa
Godowa is een plaats in het Poolse district  Strzyżowski, woiwodschap Subkarpaten. De plaats maakt deel uit van de gemeente Strzyżów en telt 2100 inwoners.